# فنستراریا
فِنِستِراریا یا «پنجهٔ کودک» گیاهی آب‌دار در خانواده علف‌فرشیان است.
این گیاه بومی نامیبیا و ناماکوالند در آفریقای جنوبی است.

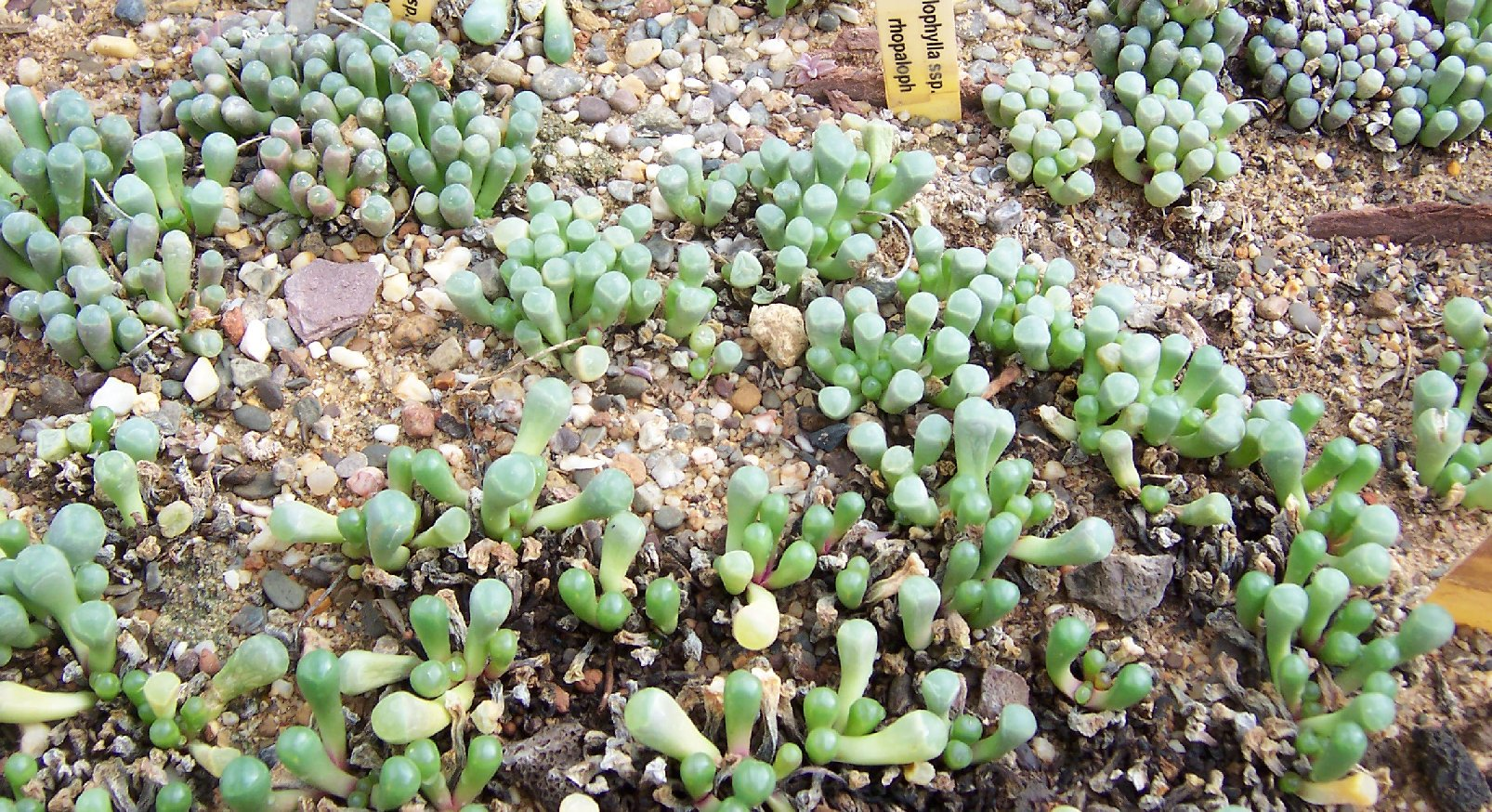
فنستراریا روپالوفیلا که از راه کاشت بذر عمل آمده‌است.